# Zelomora phlyctidota
Zelomora phlyctidota är en fjärilsart som beskrevs av Edward Meyrick 1920. Zelomora phlyctidota ingår i släktet Zelomora och familjen säckspinnare. Inga underarter finns listade i Catalogue of Life.